# Kanton La Mothe-Saint-Héray
Der Kanton La Mothe-Saint-Héray war bis 2015 ein französischer Wahlkreis im Arrondissement Niort, im Département Deux-Sèvres und in der Region Poitou-Charentes; sein Hauptort war La Mothe-Saint-Héray. Vertreter im Generalrat des Départements war zuletzt von 1998 bis 2015 Jean-Pierre Griffault (UDI).
Der acht Gemeinden umfassende Kanton war 148,83 km² groß und hatte 5325 Einwohner (Stand: 1999). 

## Gemeinden
| Gemeinde             | Einwohner Jahr | Fläche km² | Bevölkerungsdichte | Code INSEE | Postleitzahl |
| -------------------- | -------------- | ---------- | ------------------ | ---------- | ------------ |
| Avon                 | 74 (2013)      | –          | – Einw./km²        | 79023      | 79800        |
| Bougon               | 178 (2013)     | –          | – Einw./km²        | 79042      | 79800        |
| La Couarde           | 263 (2013)     | –          | – Einw./km²        | 79098      | 79800        |
| Exoudun              | 625 (2013)     | –          | – Einw./km²        | 79115      | 79800        |
| La Mothe-Saint-Héray | 1.749 (2013)   | –          | – Einw./km²        | 79184      | 79800        |
| Pamproux             | 1.690 (2013)   | –          | – Einw./km²        | 79201      | 79800        |
| Salles               | 343 (2013)     | –          | – Einw./km²        | 79303      | 79800        |
| Soudan               | 468 (2013)     | –          | – Einw./km²        | 79316      | 79800        |